# Segestes (Germaan)
Segestes was een leider van de Cherusken en de grote tegenstander van Arminius. Hij zou zelfs het Romeins burgerschap hebben verworven.
Segestes zou in 9 n.Chr. de Romeinse legatus Augusti pro praetore Publius Quinctilius Varus waarschuwen voor een dreigende opstand en hem zelfs aanraden om Arminius en andere vooraanstaande Cherusken te arresteren. Hij vond echter geen gehoor bij de Romein.
Omdat de meeste Cherusken de opstand steunden, moest Segestes, tegen wil en dank, deelnemen aan de opstand. Hij bleef zich echter openlijk verzetten tegen de leider van het verzet, Arminius, die zijn dochter, Thusnelda, die aan een ander was beloofd, had geschaakt (kennelijk wel met haar toestemming). Nadat Segestes in 15 n.Chr. zijn dochter had ontvoerd, die inmiddels zwanger was van Arminius, werd hij belegerd door zijn stamgenoten en moest daarom de hulp inroepen van Germanicus om hem te ontzetten. Nadat hij door de troepen van Germanicus was ontzet, leverde hij zijn dochter Thusnelda aan hem uit. Later zou ze moeten meelopen in de triomftocht van Germanicus. Over haar lot is verder niets meer bekend. Ook over het lot van haar zoon Thumelicus, die bij Tacitus wordt vermeld, die in gevangenschap was geboren en in Ravenna werd opgevoed, is niets meer bekend.
Segestes vluchtte, met zijn zoon Segimundus, broer Segimerus en diens zoon naar de westoever van de Rijn en zag zichzelf als verzoener tussen Germanen en Romeinen. Van deze rol kwam echter weinig terecht, want het laatste wat de antieke bronnen over Segestes vermelden, is dat hij op 26 mei 17 n.Chr. (verplichte?) toeschouwer was bij de triomftocht van Germanicus, waarbij zijn kinderen Segimundus en Thusnelda alsook zijn kleinzoon Thumelicus als gevangenen moesten meelopen. Germanicus wees hem daarna een woonplaats "in de oude provincia" (waarschijnlijk Gallië) toe. Hiermee verdween Segestes weer in de nevelen van de geschiedenis.

## Voetnoten
1. ↑  Tac., Ann. I 58.1.
2. ↑  Tac., Ann. I 55.2, 58.2, Vell. Pat., II 118.4, Florus, Epitome IV 12.
3. ↑  Tac., Ann. I 55.3.
4. ↑  Tac., Ann. I 57.1, 4, 58.4.
5. ↑  Tac., Ann. I 55.3-4.
6. ↑  Ann. I 58.6.
7. ↑  Strabo, Geogr. VII 1 § 4.
8. ↑  Tac. Ann. I 58.4.

## Antieke bronnen
- Publius Cornelius Tacitus, Annales I 55-59, 71.
- Velleius Paterculus, II 118.4.
- Florus, Epitome IV 12.
- Strabo, Geographika VII 1 § 4.

## Verder lezen
- A. Demandt, Arminius und die frühgermanische Staatenbildung, in R. Wiegels - W. Woesler (edd.), Arminius und die Varusschlacht. Geschichte, Mythos, Literatur, Paderborn, 1995, pp. 185-196. ISBN 3506797514
- M. Millhoff, Varusschlacht und Irminsul. Anatomie zweier Mythen der Geschichte, Niebüll, 2002. ISBN 3899062140
- D. Timpe, Arminius-Studien, Heidelberg, 1970. ISBN 3533020533